# Аутизм (симптом)
Аутизм (від дав.-гр. αὐτός — сам) — замкнутість у собі, занурення у світ власних переживань і відрив від дійсності. При аутизмі втрачається інтерес до реальності і спілкування з оточуючими, втрачається емоційний контакт з іншими людьми. Крім іншого, аутизм — нездатність розрізняти фантазії і реальність, схильність до прийняття бажаного за дійсне, мрії і надії — за справджене насправді бажане або викликає страх — за реально існуюче. Аутизм — один з негативних симптомів шизофренії, на думку автора терміна — Ойгена Блейлера — один з найважливіших симптомів.

## Історія
Термін «Autismus» був введений швейцарським психіатром Ейгеном Блейлером в 1911 році у зв'язку з концепцією шизофренії у книзі «Dementia praecox, або група шизофреній».
З 1940-х років і по теперішній час під терміном «аутизм» найчастіше розуміється первазивний розлад розвитку дітей з порушеннями соціальної взаємодії і обмеженою, повторюваною і стереотипною поведінкою. Для точності зазвичай використовується «дитячий аутизм», «інфантильний аутизм», «ранній дитячий аутизм», «аутизм Каннера». Початок такого використання терміна поклали Лео Каннер і Ганс Аспергер. Лео Каннер, австрійсько-американський психіатр у своїй роботі «Аутистичні порушення афективного контакту» 1943 року використовував термін Блейлера, використавши його для позначення такого розладу у дітей.

## Характеристика аутизму різними психіатрами
Згідно Е. Блейлеру, при шизофренії порушується співвідношення реального і аутистичного типів мислення. Домінуюче значення отримує аутистичне мислення, з «відходом від дійсності, тенденцією до символіки, заміщень і
сгущень». Блейлер також вказував, що хворі шизофренією живуть в уявному світі, який повний здійсненими бажаннями та ідеями переслідування, при цьому аутистичний світ може бути для них більш реальним, ніж дійсний світ. Він зазначав, що хворим на шизофренію властива втрата контакту з реальністю в різній мірі, вони перестають піклуватися про зовнішній світ, живуть в уявному світі.
Карл Ясперс описував аутизм як «самозаточення у власному ізольованому світі». Він вказував, що одна із сторін аутизму — концентрація на власних фантазіях, незалежно від реальності, і відсутність здатності розрізняти реальність як таку, і враховувати її належним чином.
С. М. Корсунський описав аутизм  як «особливий афективно побудований світ, що не залежить від логічних законів, що є продуктом послаблення логічного мислення і мислячого бажання здійснення».
Євген Мінковський(1927) виділяв «бідний» і «багатий» аутизм. «Бідний» характеризується афективною опустошеністю, а «багатий» — збережений багатством психічних процесів. Також він зазначав, що аутизм — втрата вітального контакту з реальністю (фр. la perte du contact vital avec la réalité).
О. В. Кербиков (1955) описував нетовариськість і недоступність хворих шизофренією, їх відрив від навколишнього середовища, прогресуючу безініціативність і втрату зацікавленості до подій навколишнього життя, і виділяв у них два варіанти аутизму. Перший — відсутність будь-якого інтересу до навколишнього, відсутність контакту і відсутність стимулів до діяльності, другий — крайня неадекватність поведінки у навколишньому середовищі.
Ернст Кречмер виділяв гиперестетичний аутизм і анестетичний аутизм. Гиперэстетический
аутизм проявляється при підвищеній чутливості у вигляді відходу в себе і життя в мріях, а анестетический — відсутністю емоційного інтересу до зовнішнього світу, «простий бездушністю».
Л. Коженьовський запровадив поняття «простого» (первинного) аутизму і «складного» (вторинного) аутизму. Простий аутизм характерний для простого типу шизофренії і являє собою неможливість пристосування до реального світу, що обумовлено аутистичною мотивацією. Складний аутизм зустрічається при химерній формі шизофренії і висловлює «протест хворого проти реального світу».

## Аутизм в класифікаціях
У Міжнародній класифікації хвороб 10-перегляду (МКБ-10) в діагностичних критеріях шизофренії, аутизм взагалі не згадується. Даний термін у класифікації вживається для позначення дитячого аутизму (синдрому Каннера; F84.0). Варто відзначити, що Лео Каннер дотримувався позиції, що шизофренія і дитячий аутизм — різні психічні розлади, які один з одним ніяк не пов'язані, і не мають між собою нічого спільного.
В Діагностичному і статистичному керівництво по психічних розладів 4-го видання (DSM-IV і DSM-IV-TR) діагностична одиниця «аутистичний розлад» (англ. autistic disorder, 299.00) відноситься до загальних розладів розвитку, і теж призначена для позначення дитячого аутизму. У 5-му виданні DSM-5 його змінило розлад аутистичного спектру (299.00 (F84.0)), що відноситься до пов'язаних з неврологічним розвитком розладів (англ. neurodevelopmental disorders). При описі шизофренії термін аутизм в цих посібниках також не згадується.

## Хвороби, для яких характерний аутизм
Аутизм зустрічається головним чином при шизофренії і шизофреноподібних психозів різної етіології («психотичний аутизм»), в м'яких, слабковиражених формах при розладах особистості («психопатичний аутизм» — соціальна ізольованість; наприклад, при шизоїдному розладі особистості, для якого характерна аутистичне мислення без втрати здатності розпізнавати реальність, іноді при мареннях при гістріонному розладі особистості), і у психічно здорових в певний період життя («нормальпсихологічний аутизм»), наприклад у дітей, що фантазують, у яких відсутній відповідний життєвий досвід, необхідний для логічного мислення.

## Критика
Поняття «аутизм» критикується деякими психіатрами за недостатню чіткість, також висловлюється критичне ставлення до концептуальної та діагностичної цінності аутизму.
А. Кронфельд зазначав, що відхід від реального світу і зміна особистості є притаманним для будь-якого хворобливого реагування.